# Je suis un aventurier
Pour plus de détails, voir Fiche technique et Distribution.
Je suis un aventurier (titre original : The Far Country) est un western américain réalisé par Anthony Mann, sorti en 1954. C'est le quatrième des cinq films du cycle de westerns d'Anthony Mann avec James Stewart.

## Synopsis
1896. Jeff Webster est un cow-boy aventurier et individualiste originaire du Wyoming. La seule personne avec laquelle il partage une amitié désintéressée est Ben. Tous deux font commerce d'un troupeau de bovins vers l'Alaska lors la ruée vers l'or du Klondike. Lors d'une halte à Skagway, leur troupeau est saisi par Gannon, un shérif véreux. Les deux hommes passent la frontière en compagnie d'une femme d'affaires, Ronda Castle, qui les a recrutés pour l'escorter mais reviennent de nuit récupérer leur troupeau. Arrivés à Dawson City, au Canada, ils achètent une concession pour exploiter une mine d'or afin de s'offrir enfin le ranch de leur rêve.

## Fiche technique
- Titre original : The Far Country
- Titre français : Je suis un aventurier
- Réalisation : Anthony Mann
- Scénario : Borden Chase
- Direction artistique : Alexander Golitzen, Bernard Herzbrun
- Décors : Oliver Emert et Russell A. Gausman
- Costumes : Jay A. Morley Jr.
- Photographie : William H. Daniels
- Son : Leslie I. Carey
- Montage : Russell F. Schoengarth
- Musique : Henry Mancini[1], Frank Skinner[1], Hans J. Salter[1],[2] et Herman Stein[1]
- Production : Aaron Rosenberg
- Société de production : Universal Pictures
- Société de distribution : Universal Pictures
- Pays d'origine :  États-Unis
- Langue : anglais
- Format : couleur (Technicolor) - 1,75:1 - 35 mm - Mono (Western Electric Recording)
- Genre : Western
- Durée : 97 minutes
- Dates de sortie : 
  - Royaume-Uni : 22 juillet 1954[1]
  - France : 28 septembre 1954[2]
  - Belgique : 21 janvier 1955[1]
  - États-Unis : 12 février 1955[1]
- Affiche : Constantin Belinsky (France)

## Distribution
- James Stewart (VF : Roger Till) : Jeff Webster
- Walter Brennan (VF : Paul Villé) : Ben Tatum
- Ruth Roman (VF : Aline Bertrand) : Ronda Castle
- Corinne Calvet (VF : Rolande Forest) : Renee Vallon
- John McIntire (VF : Claude Péran) : Gannon (Juge de Skagway)
- Connie Gilchrist : Hominy
- Jay C. Flippen (VF : Pierre Morin) : Rube Morris
- Harry Morgan : Ketchum
- Steve Brodie : Ives
- Robert J. Wilke (VF : Raymond Loyer) : Madden
- Chubby Johnson (VF : Raymond Rognoni) : Dusty
- Royal Dano : Luke
- Jack Elam : Frank Newberry
- Kathleen Freeman : Grits
- Connie Van : Molasses
- Gregg Barton (en) : Rounds
- Robert Bice : Mineur
- Eugene Borden (VF : Richard Francœur) : Docteur Vallon
- Robert Foulk (VF : Jean Clarieux) : Kingman

Acteurs non crédités
- John Halloran : un barman
- Chuck Roberson (VF : Jean-François Laley) : Latigo

Cascades
- Jack N. Young

## Production

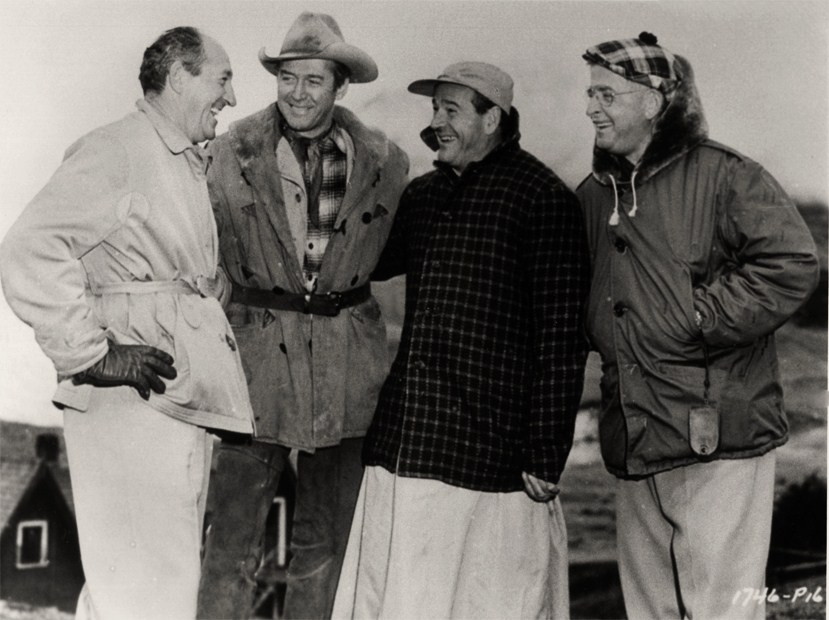
Aaron Rosenberg, James Stewart Anthony Mann et William H. Daniels (directeur de la photographie), sur le tournage du film en 1954.

Le duo Mann-Stewart s'éloigne d'Universal-International pour réaliser avec la Metro-Goldwyn-Mayer L'Appât (1953). En 1953, la collaboration se poursuit pour la sortie du film avec Universal-International.

### Scénario
Le scénariste Borden Chase, l'acteur James Stewart et le réalisateur Anthony Mann ont déjà collaboré ensemble pour le film Winchester '73 (1950) et Les Affameurs (1951),.

### Distribution
James Stewart tient le rôle principal du film. Il s'agit du quatrième film du cycle de westerns d'Anthony Mann avec James Stewart. Le rôle du méchant, le juge de Skagway, est confié à John McIntire.

### Réalisation
Le tournage du film se déroule de mi-août à mi-octobre 1953. Plusieurs scènes sont tournées sur le glacier Athabasca dans l'Alberta au Canada et au mont Edith Cavell.

## Analyse

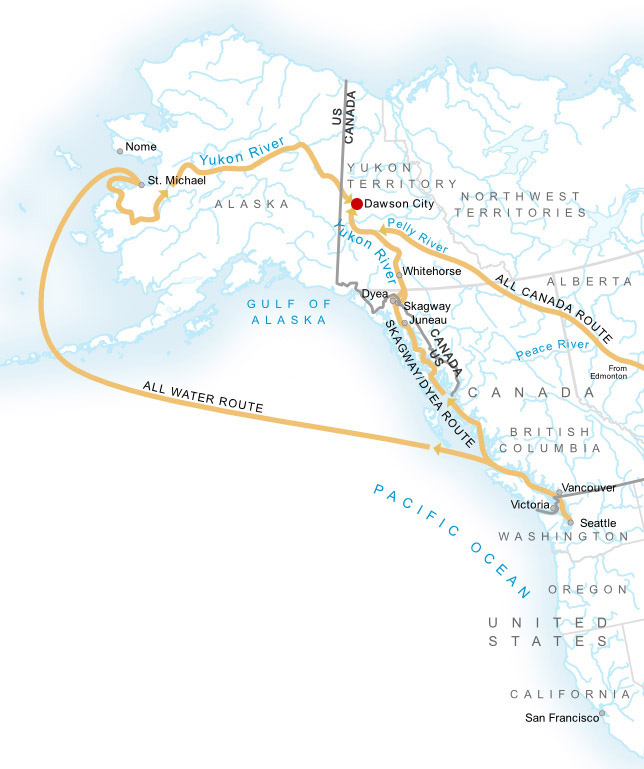
Route de Skagway

Le film est centré autour de la ruée vers l'or du Klondike. Les protagonistes empruntent la route de Skagway, dans le sud de l'Alaska, pour se rendre à Dawson City, dans le nord du Canada. En réalité, le film fut tourné dans les parcs nationaux de Jasper et de Banff, dans les Rocheuses canadiennes.

### Le grelot, un leurre sonore
Dans son essai Un art sonore, le cinéma, Michel Chion considère le grelot de la selle du cheval de Jeff Webster comme un « indicatif » et un « leurre sonore ». Stewart saisit la selle et s'arrête lorsqu'il entend le grelot tinter « comme s'il l'entendait pour la première fois ». Et alors que ce bruit peut être « un élément susceptible de le trahir, finalement, il s'en est servi. » Chion interprète ce son comme associé au cours du film au caractère égoïste du protagoniste ; finalement, 

« [il] devient ici un symbole justicier, un acousmate symbolique. Par le bruit [que Webster] a conscientisé, [il] devient le cavalier fantôme, en même temps qu'il se réhabilite. »

Erreur
Au début du film, James Stewart rend à deux cowboys qu'il escortait leur arme de poing. Le doublage français lui fait dire qu'il leur rend leur pistolet... alors que ce sont des revolvers.... (armes à barillet). En anglais, "gun" ne fait pas la différence entre les deux.

## Exploitation

### Promotion, distribution vidéo et exploitation télévisuelle
Pour la sortie du film, deux premières sont organisées aux États-Unis. La première se déroule à New York le 12 février 1955 et la seconde se passe à Los Angeles le 16 février 1955.

### Box-office
| Pays       | Box office      |
| ---------- | --------------- |
| États-Unis | ?dollars        |
| France     | 851 378 entrées |

En France, le film a été vu par 851 378 spectateurs lors de son exploitation en salle.